# دان جورني
دان جورني (بالإنجليزية: Dan Gurney) (مواليد 13 أبريل 1931 في بورت جفرسون، نيويورك - 14 يناير 2018)، هو سائق فورملا 1 أمريكي سابق بدأ مسيرته الاحترافية سنة 1959. كان أول سباق له هو جائزة فرنسا الكبرى 1959، حقق أول فوز له في جائزة فرنسا الكبرى 1962. خاض خلال مسيرته 87 سباقاً فاز في 4 منها.

## سباقات شارك فيها
- لو مان 24 ساعة
- بطولة العالم للسيارات الرياضية

## بطولات حققها
- جائزة فرنسا الكبرى 1962
- جائزة بلجيكا الكبرى 1967

## روابط خارجية
- دان جورني على موقع Racing-Reference.info (الإنجليزية)
- دان جورني على موقع DriverDB.com (الإنجليزية)
- http://www.allamericanracers.com/home.html نسخة محفوظة 22 مارس 2006 على موقع واي باك مشين.
- http://racing-reference.info/driver?id=gurneda01
- http://www.les24heures.fr/database-24h/FR/PAGE_24h_mans_pilote_lm.php?P1=1056